# Jude the Obscure

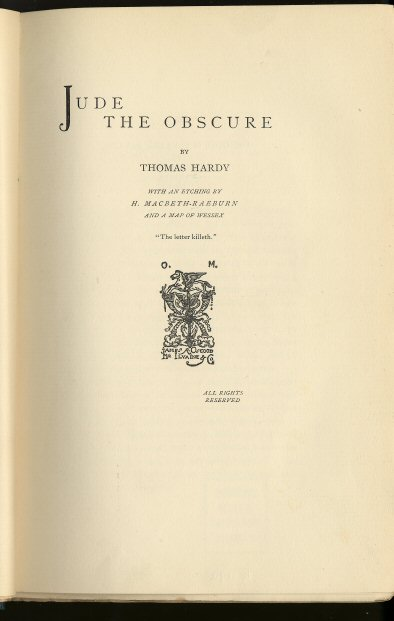
Titelseite der Ausgabe von 1895

Jude the Obscure (ins Deutsche übersetzt als Juda der Unberühmte, Herzen in Aufruhr und Im Dunkeln) ist ein erstmals von 1894 bis 1895 veröffentlichter Roman des englischen Autors Thomas Hardy. Der Text beschreibt das Leben des Jude Fawley, eines englischen Provinzjungen, der nach Bildung und höheren Aufgaben strebt und diese in der Universitätsstadt Christminster zu finden hofft, letztlich jedoch vollständig scheitert. Eine wichtige Rolle spielen Themen wie gesellschaftliche Modernisierung, Religion und Geschlechterrollen am Ende des 19. Jahrhunderts. Jude the Obscure löste nach seinem Erscheinen heftige Kontroversen aus, die Hardy schließlich dazu veranlassten, keine weiteren Romane zu verfassen und sich ganz auf die Lyrik zu konzentrieren. Heute gilt er als einer von Hardys wichtigsten Texten und als bedeutendes Werk der späten Viktorianischen Literatur am Übergang zur Moderne.

## Handlung

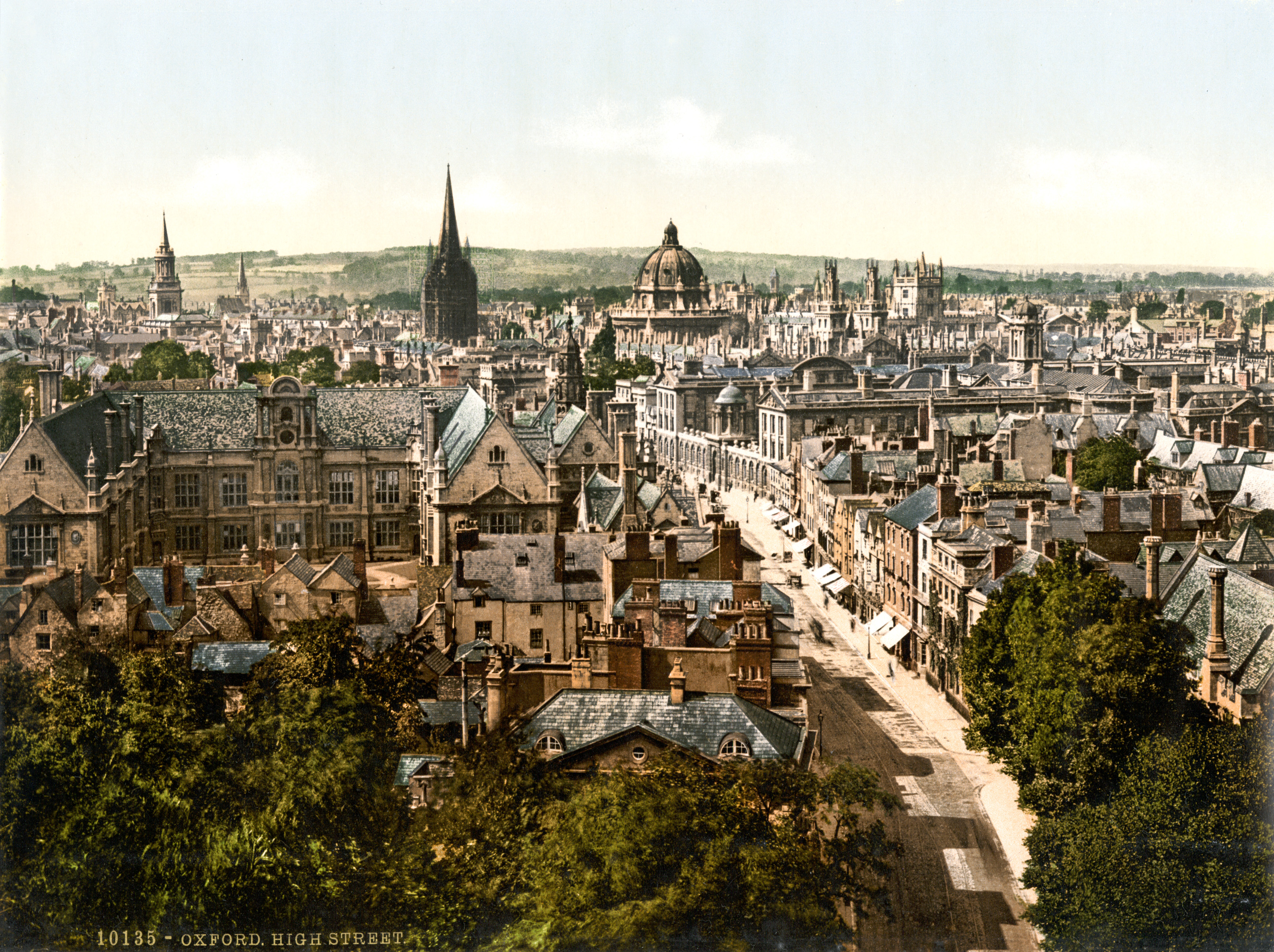
Photochromdruck von Oxford in den neunziger Jahren des 19. Jahrhunderts

Jude Fawley wächst als Waisenjunge in einer ländlichen Umgebung in Marygreen in Wessex auf, einer fiktiven Gegend, die der Schauplatz vieler Romane von Hardy ist. Er entwickelt eine starke Zuneigung zu seinem Lehrer Phillotson, der aber schließlich in das nicht weit entfernte Christminster zieht – eine Universitätsstadt, die in der Regel als Oxford gelesen wird. Jude plant, seinerseits nach Christminster zu ziehen, das sich für ihn zu einem Sehnsuchtsort entwickelt, einem „himmlischen Jerusalem“, das Bildung und höhere Werte verkörpert. Schon früh im Leben bringt er sich autodidaktisch Latein und Griechisch bei und liest zahlreiche Fachbücher.
Als junger Mann heiratet er Arabella Donn, eine einfache Frau, die aus seiner eigenen Heimat stammt. Die Ehe scheitert jedoch schnell, woraufhin Arabella nach Australien emigriert und Jude nach Christminster zieht in der Hoffnung, sich den Traum von der Bildung erfüllen zu können. Er wird an der Universität jedoch nicht angenommen und arbeitet schließlich als Steinmetz. In Christminster lebt auch seine Cousine Sue Bridehead, die er persönlich nicht kennt, jedoch für eine Weile aus der Ferne beobachtet. Er baut eine immer stärker werdende Verehrung für die Frau auf. Als sie sich schließlich persönlich begegnen, entwickelt sich eine intensive Beziehung zwischen den beiden, die jedoch rein platonisch ist.
Gemeinsam mit Sue besucht er seinen ehemaligen Lehrer Phillotson, den er seit den Tagen seiner Kindheit idealisiert. Phillotson lebt inzwischen selbst nicht mehr in Christminster, sondern arbeitet wiederum als Lehrer in der nahegelegenen Kleinstadt Melchester. An Jude kann er sich nicht erinnern.
Da Gerüchte über Sues Beziehung zu Jude die Runde machen, verliert sie ihre Stelle auf einem Lehrerseminar. Sie trennt sich von Jude und nimmt einen Heiratsantrag von Phillotson an, mit dem sie jedoch nicht glücklich wird. Gegen die Ratschläge seiner Freunde willigt Phillotson schließlich in eine Trennung von seiner Frau ein und erlaubt ihr, zurück zu Jude zu ziehen. Dieser unkonventionelle Schritt kostet ihn auch seinen eigenen sozialen Status.
Trotz ihrer Liebe zu Jude geht Sue nur sehr zögernd eine sexuelle Beziehung zu ihm ein, einer Heirat verweigert sie sich vollständig. Das Paar lebt schließlich in wilder Ehe mit zwei eigenen Kindern, zu denen sich noch ein drittes gesellt: Der Little Father Time genannte Junge stammt aus Judes erster Ehe mit Arabella, die ihn in die Obhut des Paares gibt. Die kleine Familie lebt in großer Armut und nicht zuletzt wegen der unklaren Eheverhältnisse auch gesellschaftlich ausgegrenzt. In einer zentralen Szene tötet Little Father Time die anderen beiden Kinder und schließlich sich selbst.
Jude und Sue entfremden sich zunehmend, bis sie schließlich unter dem Einfluss religiöser Ideen zu Phillotson zurückkehrt, um eine zweite Ehe mit ihm einzugehen und für ihre Schuld zu büßen. Jude seinerseits verfällt immer weiter dem Alkohol und rückt wieder näher zu seiner ersten Frau Arabella, die aus Australien zurückgekehrt ist und ihn schließlich dazu bringt, sie erneut zu heiraten. Auch diese Ehe ist jedoch nicht glücklich. Am Ende des Romans stirbt Jude allein und als gebrochener Mensch, während Arabella auf einem Volksfest auf der Suche nach Liebschaften ist.

## Form und Erzählweise
Der Roman hat einen auktorialen Erzähler. Formell ist er in sechs verschiedene Teile gegliedert, die nach den jeweiligen Handlungsorten benannt sind: At Marygreen, At Christminster, At Melchester, At Shaston, At Aldbrickham and Elsewhere, At Christminster Again. Ihnen ist jeweils ein Motto vorangestellt. Die sechs Teile sind jeweils in kürzere, unbetitelte Kapitel untergliedert.
Untypisch für Hardy ist die außerordentlich große Rolle, die in der Erzählung der Perspektive seiner Hauptfigur Jude zukommt. Die Welt wird fast ausschließlich durch Judes Augen beschrieben. Für Penelope Vigar kommt dabei der Art und Weise, wie die Ereignisse wahrgenommen werden, eine größere Bedeutung zu als der, in der sie sich wirklich zutragen. Durch die Verschmelzung der Realität und der Wahrnehmung werde gleichzeitig der Kontrast zwischen diesen beiden betont sowie die Komplexität der (illusorischen) menschlichen Weltwahrnehmung herausgearbeitet.
Der Roman ist in seiner Erzählweise von Henrik Ibsen sowie dem französischen Realismus des 19. Jahrhunderts beeinflusst. Bemerkenswert an der Figur des Jude Fawley ist dabei unter anderem, dass sie innerhalb der englischen Literatur einen der ersten Intellektuellen mit ländlichem und proletarischem Hintergrund darstellt.
In der ursprüngliche Veröffentlichung in Harper’s Magazine wurde jede der zwölf Folgen von einer Illustration des Künstlers W. Hatherell begleitet. Hardy schätzte diese Illustrationen sehr hoch und lobte sie in einem persönlichen Brief an den Urheber.

## Hintergrund

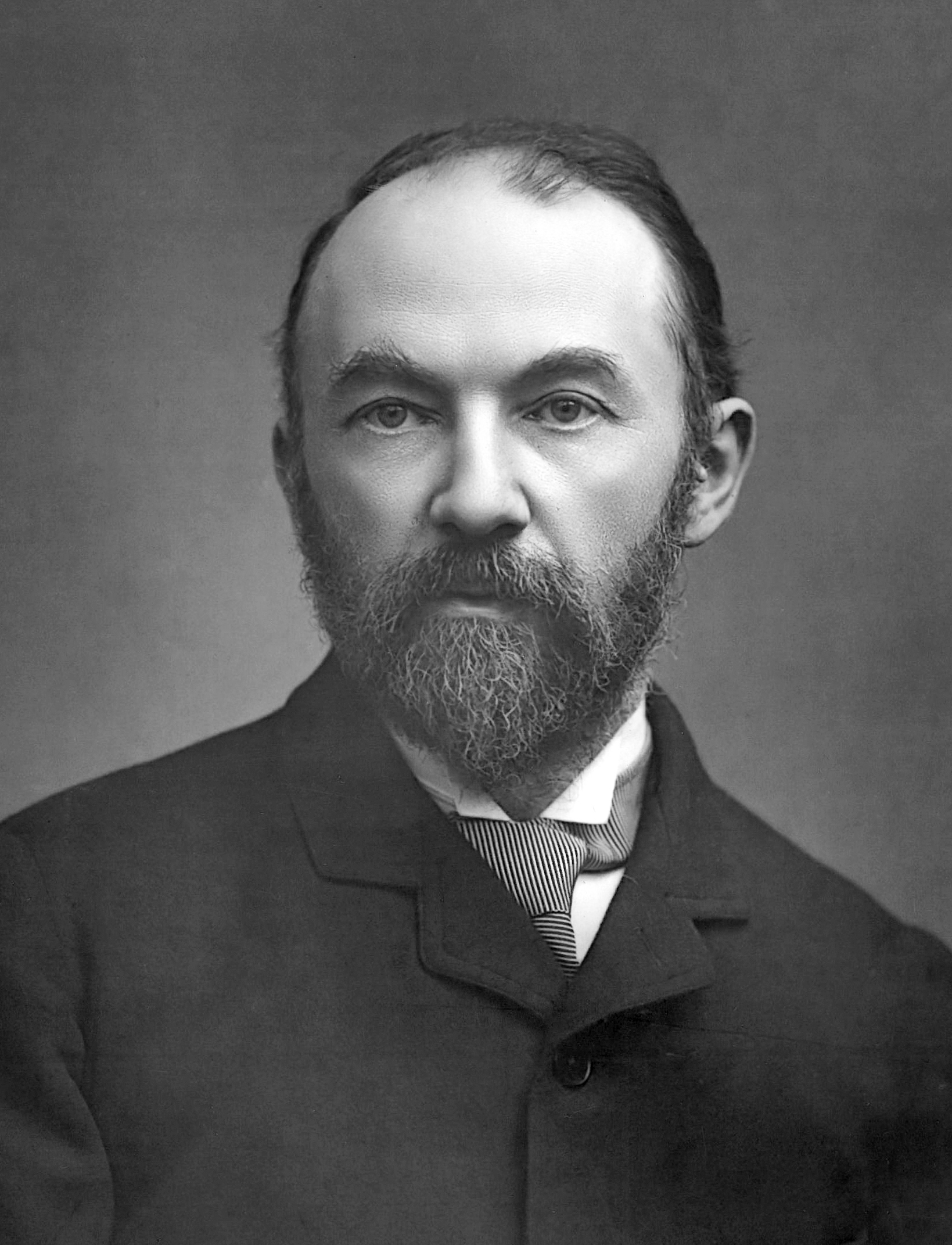
Thomas Hardy 1889, ein Jahr vor Beginn der Arbeiten an Jude the Obscure

Jude the Obscure wurde erstmals von Dezember 1894 bis November 1895 in Harper’s Magazine abgedruckt und bestand dabei aus elf Folgen zu insgesamt 53 Kapiteln. Eine amerikanische und eine europäische Edition erschienen zeitgleich. Der Text trug zunächst den Titel The Simpletons, der aber in späteren Teilen zu Hearts Insurgent abgeändert wurde – angeblich, um eine Namensähnlichkeit zu einem anderen Roman der Epoche zu vermeiden. Hardy selbst gab an, erste Skizzen zum Roman 1887 gemacht zu haben. Mit der konkreten Arbeit habe er im Jahr 1890 begonnen. Vermutlich wurde Jude the Obscure im März 1895 fertiggestellt.
Im November 1895 erschien der Roman erstmals in Buchform. Zwischen dieser Textversion und der aus Harper’s Magazine bestehen dabei signifikante Unterschiede. Die Buchveröffentlichung enthielt zahlreiche aus Perspektive des ausgehenden 19. Jahrhunderts drastische Szenen, die Hardy in der ersten Veröffentlichung gestrichen hatte. Dies betraf Themen wie Sexualität und Ehemoral, aber auch Gewalt gegenüber Tieren (die ein wiederkehrendes Motiv in Jude the Obscure ist). Da Harper’s Magazine sich als familienfreundliche Zeitschrift verstand, hatte Hardy wohl den Herausgebern von sich aus angeboten, problematische Szenen aus der Serienfassung zu entfernen. Dale Kramer vermutet, dass dabei auch das unterschiedliche Publikum eine Rolle spielte: Zeitschriftenleser galten als konservativer und sittenstrenger, während Buchleser aus höheren gesellschaftlichen Schichten mit besserer Bildung stammten und die Vorstellung vorherrschte, bei ihnen könne eine bessere Beurteilungsgabe für problematische Themen vorausgesetzt werden.

## Motive

### Religion und gesellschaftliche Beschränkungen
Religion und die Institution der Kirche spielen eine wichtige, aber ambivalente Rolle in Jude the Obscure. Einerseits sind die von ihnen verkörperten Ideale ein wichtiger Ankerpunkt für Jude, der sich von klein auf mit ihnen beschäftigt. Andererseits bilden sie aber auch die Grundlage der gesellschaftlichen Ausgrenzung, die er und Sue erfahren.
Dabei ist ihre offen gelebte Beziehung außerhalb der Ehe das offensichtlichste Zeichen der Nonkonformität mit den Erwartungen der Gesellschaft, in der sie leben. Von der Kirche zeichnet Jude the Obscure ein problematisches Bild – sie wird als altmodisch und unaufgeklärt dargestellt und hindert durch ihr Bestehen auf alte Lehren letztlich die Hauptfiguren daran, einen glücklicheren Lebensweg einzuschlagen.
Die gesellschaftlichen Beschränkungen, denen Jude und Sue unterworfen sind, sind aber auch nicht rein religiöser Natur. Sie gehören einem Proletariat an, das im ausgehenden 19. Jahrhundert insgesamt nur begrenzte Aufstiegschancen hatte. Obwohl ihre eigenen Schwächen letztlich zum Scheitern ihrer Ambitionen beitragen, sind die Rahmenbedingungen ihres Zeitalters ein entscheidender Hauptfaktor. Ein großer Teil der Ausgrenzung geht dabei von anderen Angehörigen der Arbeiterschicht aus, nur teilweise sind Instanzen mit höherer Autorität daran beteiligt.

### Moderne und neuer Zeitgeist

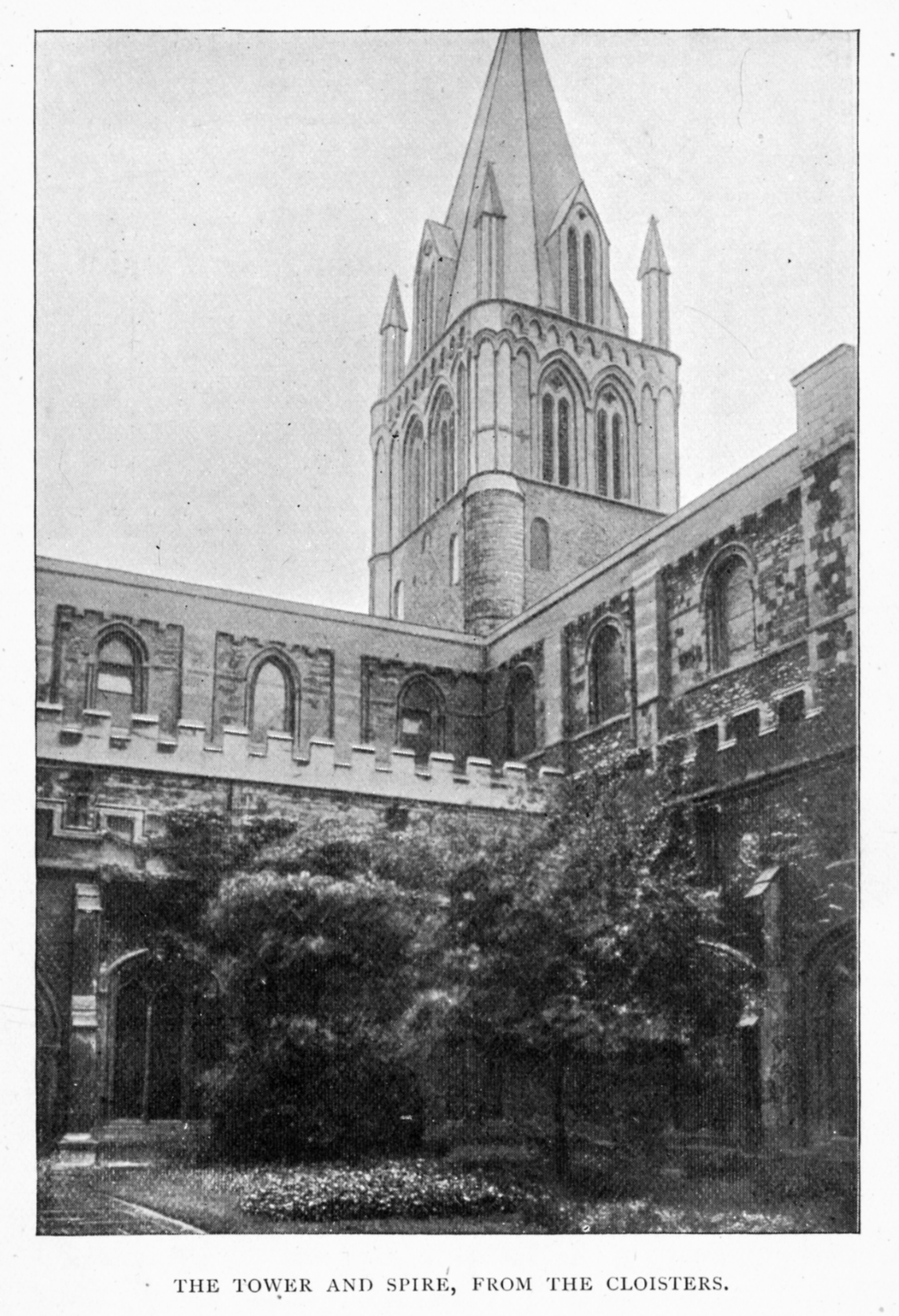
Die Kathedrale von Oxford (hier im Jahr 1899), dessen Architektur für Jude die alten Ideale verkörpert

Der Konflikt zwischen alten und neuen Werten ist ein wiederkehrendes Motiv, das den ganzen Roman durchzieht. Einerseits stehen Figuren wie Jude, Sue und Phillotson in ihrer Lebensführung in starkem Widerspruch zu den konservativen Werten in ihrer Zeit – besonders, was ihr Verhältnis zur Ehe angeht. Dieser Widerspruch hat negative Folgen für ihr eigenes Leben. Andererseits ist Jude selbst aber auch in überkommenen Ideen gefangen, was sich besonders deutlich in seiner Idealisierung der Universitätsstadt Christminster zeigt. Jude bemerkt nie, dass seine eigenen Bildungsideale selbst aus einer anderen Zeit stammen und die moderne Welt von anderen Faktoren geprägt werden – eine Welt, in der mittelalterliche Glaubensmodelle und gotische Architektur nur noch Relikte sind.
Ein Problem bei der zeitgeschichtlichen Einordnung des Textes ist, dass der Handlungszeitraum nicht eindeutig identifizierbar ist. Es gibt Anhaltspunkte dafür, entweder die sechziger oder die neunziger Jahre des 19. Jahrhunderts (also das Jahrzehnt der Entstehung) als Schauplatz anzunehmen. Diese Ambiguität ist wohl gezielt im Text angelegt. Sie erzeugt Schwierigkeiten, den Kontext richtig zu bewerten, vor dem sich die Figuren bewegen. Gegen Ende des Jahrhunderts existierte bereits die Neue Frau als Idealtypus, die ein Bezugspunkt besonders für die Figur der Sue sein könnte. Geht man von einem Handlungszeitpunkt dreißig Jahre früher aus, wäre dieser Bezug hingegen als Anachronismus zu werten – der Kontrast, in dem Jude und Sue zur (konservativen) Außenwelt stehen, würde dann wesentlich stärker ausfallen, was etwa die Bewertung und Akzeptanz von Scheidungen betrifft.

### Geschlechterrollen
Geschlechterrollen, besonders die Rolle der Frau, sind ein wichtiges Thema in Jude the Obscure und bilden ebenfalls teilweise den Wandel des Zeitgeistes nach. Kristallisationspunkt ist hier Sue Bridehead, eine Figur, die sich zunächst in radikaler Weise gegen das von ihr als anachronistisch empfundene viktorianische Ehemodell stellt und keine Institutionalisierung einer (auch sexuellen) Beziehung für notwendig hält. Dabei schließt sie implizit auch an sozialistische Standpunkte ihrer Zeit an.
In einem Nachwort zu Jude the Obscure, das Hardy im Jahr 1912 verfasste, gab er an, die Figur der Sue Bridehead könne als ein Frauentypus gelesen werden, wie ihn der Feminismus hervorbringe. Ob Sue selbst wirklich als Feministin zu lesen ist, wird allerdings kontrovers diskutiert.

### Schauplatz und Autobiografisches
Jude the Obscure wird oft als einer der am stärksten autobiografisch geprägten Romane in Hardys Werk bewertet. Dabei geht es nicht so sehr um die Geschichte selbst, sondern eher um die Motive, die verarbeitet wurden. Jude Fawleys akademische Ambitionen, sein Scheitern und der von ihm als unpassender Rückfall empfundene Wechsel in einen handwerklichen Beruf weisen Parallelen zu Hardys eigenem Leben auf, das ihn für eine Weile gegen seine eigentlichen Talente in eine Laufbahn als Architekt zwang. Auch das Problem der Ehe, das den ganzen Roman durchzieht, beschäftigt Hardy in dieser Zeit intensiv – seine eigene Verbindung mit seiner Frau Emma war in Auflösung begriffen. Neben ihren eigenen gescheiterten Beziehungen stammen Jude und Sue im Roman auch jeweils aus aufgelösten Ehen. Sue Bridehead ist wohl teilweise nach Hardys eigener Kusine Tryphena Sparks gestaltet, für die er in seiner Kindheit eine große Bewunderung hegte. Teilweise scheint auch Florence Henniker ein Vorbild zu sein, eine verheiratete Frau, der er im Jahr 1893 begegnete und die sich seinen Avancen letztlich entzog.

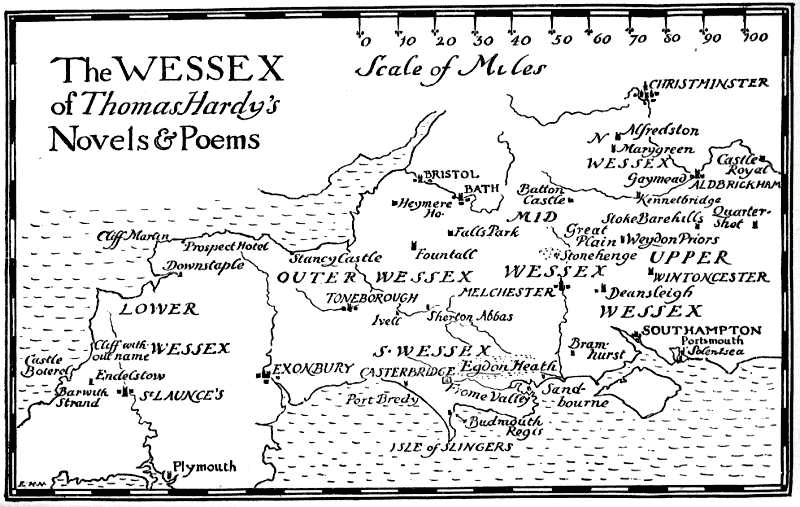
Die fiktionalisierte Region „Wessex“ ist Schauplatz vieler Werke von Hardy

Wie in vielen Werken Hardys ist die Region „Wessex“ Schauplatz von Jude the Obscure. Die fiktionalisierte Gegend im Süden und Südwesten Englands ist nach dem historischen Königreich Wessex benannt. Wie die Region selbst tragen die einzelnen Orte bei Hardy fiktionale Namen, die sich aber zumeist problemlos realen Schauplätzen zuordnen lassen. Während Wessex so einerseits realistische Züge trägt und auf einer Karte des „echten“ Englands problemlos nachvollziehbar ist, stellt es gleichzeitig eine fiktive Welt dar, ein „Traumland“, das die Realität zu etwas anderem transformiert.
Im Gegensatz zu vielen anderen Hardy-Romanen spielt der Roman allerdings nicht in einer Landschaft, die für ihn einen autobiografischen Hintergrund hat. Die Gegend zwischen Berkshire und Oxfordshire, in der sich der Text verorten lässt, hatte Hardy zwar bereist, sie war aber anders als viele seiner Romanschauplätze kein Ort seiner eigenen Kindheit. Trotz der für ihn typischen Verfälschung der Ortsnamen sind dabei viele Stellen im Roman recht genau beschrieben.

## Rezeption

### Zeitgenössische Kritik
Jude the Obscure löste (wie auch schon der Vorgängerroman Tess von den d’Urbervilles) nach seinem Erscheinen eine heftige Kontroverse aus, die Hardy schließlich nach eigenen Angaben dazu veranlasste, keine weiteren Romane mehr zu schreiben und sich stattdessen für den Rest seines Lebens ganz der Lyrik zuzuwenden. Allerdings wird in der Sekundärliteratur teilweise auch die Auffassung vertreten, Hardy habe Jude the Obscure schon von Anfang an als seinen letzten Roman konzipiert. Viele Angriffe gingen dabei von Vertretern der Kirchen aus. Der Bischof von Wakefield gab in einem offenen Brief bekannt, den Roman ins Feuer geworfen zu haben.
Die ursprüngliche kritische Rezeption war dabei durchaus zwiegespalten. Während einige Rezensenten den Roman lobten und etwa seine klassische Tragödiennatur herausstellten, entwickelte sich an anderen Stellen heftige negative Kritik, die sich besonders gegen die Wertverschiebungen richteten, die in Jude the Obscure wahrgenommen wurden. Besonders die Sexualmoral und das neue Verhältnis zur christlichen Institution der Ehe, das in dem Text zum Ausdruck kamen, wurden das Ziel von heftigen Angriffen. Rezensionen trugen Titel wie Jude the Obscene (Jude der Obszöne) oder Hardy the Degenerate (Hardy der Degenerierte). Hardy nahm sich diese Angriffe sehr zu Herzen und stürzte in eine Krise, die sich auf das Romanschreiben insgesamt erstreckte.

### Spätere Bewertungen

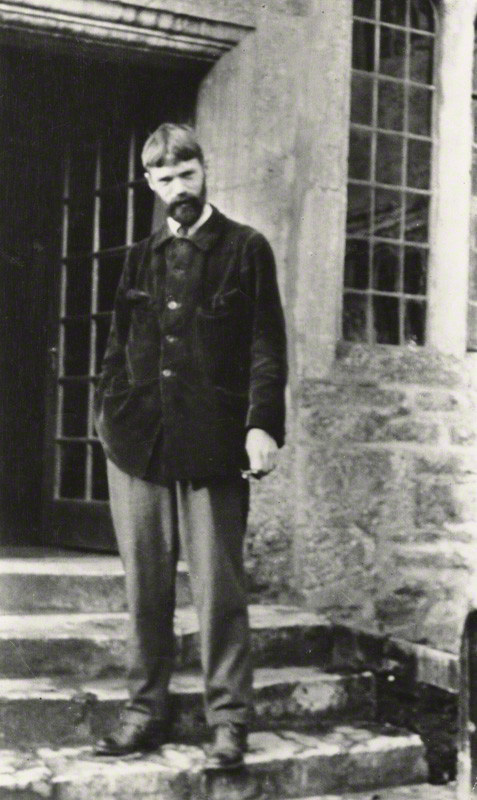
D.H. Lawrence 1915

Ein einflussreicher Bewunderer von Jude the Obscure war D.H. Lawrence. In seiner 1914 verfassten, aber erst 1930 veröffentlichten Study of Thomas Hardy kommentierte er den Roman ausführlich. Dabei hob er besonders die Rolle der Sue hervor, eine Figur, die er als „[o]ne of the supremest products of our civilization“ („eine der höchsten Hervorbringungen unserer Zivilisation“) bezeichnete.
Heute wird dem Roman aus ästhetischen Gesichtspunkten oft eine Sonderstellung in Hardys Werk zugewiesen; er gilt teilweise als Anomalie und als Abwendung von Hardys ursprünglichen Erzählformen, die von Kritikern noch immer kontrovers beurteilt wird. Während Jude the Obscure als eines der komplexesten und thematisch interessantesten Werke seines Autors wahrgenommen wird, fällt die Beurteilung der künstlerischen Ausarbeitung unterschiedlich aus.
Insgesamt hat sich ein kritischer Konsens dahingehend entwickelt, Jude the Obscure als den hoffnungslosesten und pessimistischsten von Hardys Romanen zu bewerten. David Lodge liest den Roman als ein klassisches Produkt des Fin de Siècle, das generell die Möglichkeit eines Entkommens aus Pessimismus und leidgefüllter Welt nicht enthalte – weder für den Leser, noch für die Hauptfiguren.
In der dritten Auflage von Kindlers Literatur Lexikon betonen Jörg Drews und Stefan Horlacher, Jude the Obscure werde heute überwiegend als einer von Hardys besten Romanen wahrgenommen. Er sei ein wichtiges Bindeglied zwischen Viktorianischer Literatur und Moderne, reiche aber durch seine medientheoretischen Aspekte noch über diesen Status hinaus.
2015 führte die BBC unter Kritikern eine Umfrage durch, bei der die hundert besten britischen Romane gefunden sollten. Jude the Obscure landete dabei als höchstplatzierter Hardy-Roman auf Platz 23.

### Adaptionen
Jude the Obscure wurde mehrfach verfilmt und in andere Formate umgesetzt. In den siebziger Jahren gab es zunächst eine englische Fernsehserie unter dem Originaltitel, bei der Hugh David Regie führte. Michael Winterbottom verfilmte den Roman 1996 als Jude (deutsch Herzen in Aufruhr). Zudem existiert eine zweiteilige Musical-Fassung der Burning Coal Theatre Company in Raleigh (North Carolina), die 2012 uraufgeführt wurde.

### Ausgaben
- Thomas Hardy: Jude Fawley, der Unbekannte, Hanser Verlag München (2018), dt. von Alexander Pechmann, ISBN 978-3-446-25828-0
- Thomas Hardy, Norman Page (Hrsg.): Jude the Obscure – A Norton Critical Edition, Norton: New York/London (1999)
- Thomas Hardy: Herzen in Aufruhr, Anaconda: Köln (2012), dt. von Eva Schumann ISBN 978-3-86647-768-1
- Thomas Hardy: Im Dunkeln, Rowohlt: Reinbek bei Hamburg (1990), dt. von Eva Schumann ISBN 978-3-499-40076-6

### Sekundärliteratur
- J. B. Bullen: Thomas Hardy. The World of his Novels, Frances Lincoln Limited (2013)
- Dale Kramer: A Cambridge Companion to Thomas Hardy, Cambridge University Press: Cambridge (1999)
- Maureen E. Mahon: Thomas Hardy’s Novels. A Study Guide, Heinemann: London (1976)

## Belege
1. ↑  Jörg Drews, Stefan Horlacher: Eintrag Jude the Obscure, in: Heinz Ludwig Arnold (Hrsg.): Kindlers Literaturlexikon, Stuttgart (2009), Bd. 7, S. 88
2. ↑  Penelope Vigar: The Novels of Thomas Hardy: Illusion and Reality, The Athlone Press: London (1974), S. 199
3. ↑  Penelope Vigar: The Novels of Thomas Hardy: Illusion and Reality, The Athlone Press: London (1974), S. 212
4. ↑  Jörg Drews: Eintrag Jude the Obscure, in: Kindlers Literatur Lexikon (Bd. 12), DTV: München (1974), S. 5050
5. ↑  Richard Little Purdy: Composition and Serialization of the Novel, in: Thomas Hardy: Jude the Obscure – A Norton Critical Edition (ed. Norman Page), Norton: New York / London (1999), S. 326
6. ↑  Richard Little Purdy: Composition and Serialization of the Novel, in: Thomas Hardy: Jude the Obscure – A Norton Critical Edition (ed. Norman Page), Norton: New York / London (1999), S. 325 f.
7. ↑  Dale Kramer: Hardy and readers: Jude the Obscure, in: ders. (Hrsg.): A Cambridge Companion to Thomas Hardy, Cambridge University Press: Cambridge (1999), S. 166 f.
8. 1 2  Maureen E. Mahon: Thomas Hardy’s Novels. A Study Guide, Heinemann: London (1976), S. 76
9. ↑  Maureen E. Mahon: Thomas Hardy’s Novels. A Study Guide, Heinemann: London (1976), S. 75 f.
10. ↑  David Lodge: Jude the Obsure: Pessimism and Fictional Form, in: Dale Kramer (Hrsg.): Critical Approaches to the Fiction of Thomas Hardy, Macmillan Press: London/Basingstoke (1979), S. 193
11. ↑  J. B. Bullen: Thomas Hardy. The World of his Novels, Frances Lincoln Limited (2013), S. 189
12. ↑  Dale Kramer: Hardy and readers: Jude the Obscure, in: ders. (Hrsg.): A Cambridge Companion to Thomas Hardy, Cambridge University Press: Cambridge (1999), S. 170 f.
13. ↑  Rosemarie Morgan: Women and Sexuality in the Novels of Thomas Hardy, Routledge: London (1988), S. 111 f.
14. ↑  Richard Dellamora: Sexuality and Scandal, in: Norman Page (Hrsg.) Jude the Obscure – A Norton Critical Edition, Norton: New York/London (1999), S. 455
15. ↑  Penelope Vigar: The Novels of Thomas Hardy: Illusion and Reality, The Athlone Press: London (1974), S. 190
16. ↑  J. B. Bullen: Thomas Hardy. The World of his Novels, Frances Lincoln Limited (2013), S. 180
17. ↑  J. B. Bullen: Thomas Hardy. The World of his Novels, Frances Lincoln Limited (2013), S. 180 f.
18. ↑  Ralph Pite: Hardy’s Geography. Wessex and the Regional Novel, Palgrave Macmillan: Houndmills/New York (2002), S. 3
19. ↑  J. B. Bullen: Thomas Hardy. The World of his Novels, Frances Lincoln Limited (2013), S. 181 ff.
20. ↑  Dale Kramer: Hardy and readers: Jude the Obscure, in: ders. (Hrsg.): A Cambridge Companion to Thomas Hardy, Cambridge University Press: Cambridge (1999), S. 165
21. ↑  Denis Taylor: Jude the Obscure and English National Identity, in: Keith Wilson (Hrsg.): A Companion to Thomas Hardy, Wiley-Blackwell (2009), S. 362
22. ↑  J. B. Bullen: Thomas Hardy. The World of his Novels, Frances Lincoln Limited (2013), S. 181 ff.
23. ↑  D.H. Lawrence: Male and Female, in: Norman Page (Hrsg.) Jude the Obscure – A Norton Critical Edition, Norton: New York/London (1999), S. 412
24. ↑  Penelope Vigar: The Novels of Thomas Hardy: Illusion and Reality, The Athlone Press: London (1974), S. 190
25. 1 2  David Lodge: Jude the Obsure: Pessimism and Fictional Form, in: Dale Kramer (Hrsg.): Critical Approaches to the Fiction of Thomas Hardy, Macmillan Press: London/Basingstoke (1979), S. 195
26. ↑  Jörg Drews, Stefan Horlacher: Eintrag Jude the Obscure, in: Heinz Ludwig Arnold (Hrsg.): Kindlers Literaturlexikon, Stuttgart (2009), Bd. 7, S. 88
27. ↑  Jane Ciabattari: The 25 greatest British novels, BBC Culture, 7. Dezember 2015, gesehen am 9. November 2017
28. ↑  burningcoal.com, gesehen am 20. November 2017